# Beaux Arts Village
Beaux Arts Village – miasto w Stanach Zjednoczonych, w stanie Waszyngton, w hrabstwie King.